# Mazda Capella
O Capella é um automóvel de porte médio fabricado pela Mazda, exclusivamente para o mercado doméstico japonês. A produção do Capella durou de 1970 até 2002, quando foi substituído pelo Mazda Atenza. Durante o tempo de fabricação, o Capella teve várias gerações.

## Mazda Cronos
O Cronos é um automóvel fabricado pela Mazda para o mercado japonês e norte-americano. A sua produção começou em 1991 e encerrou-se em 1995.

## Galeria

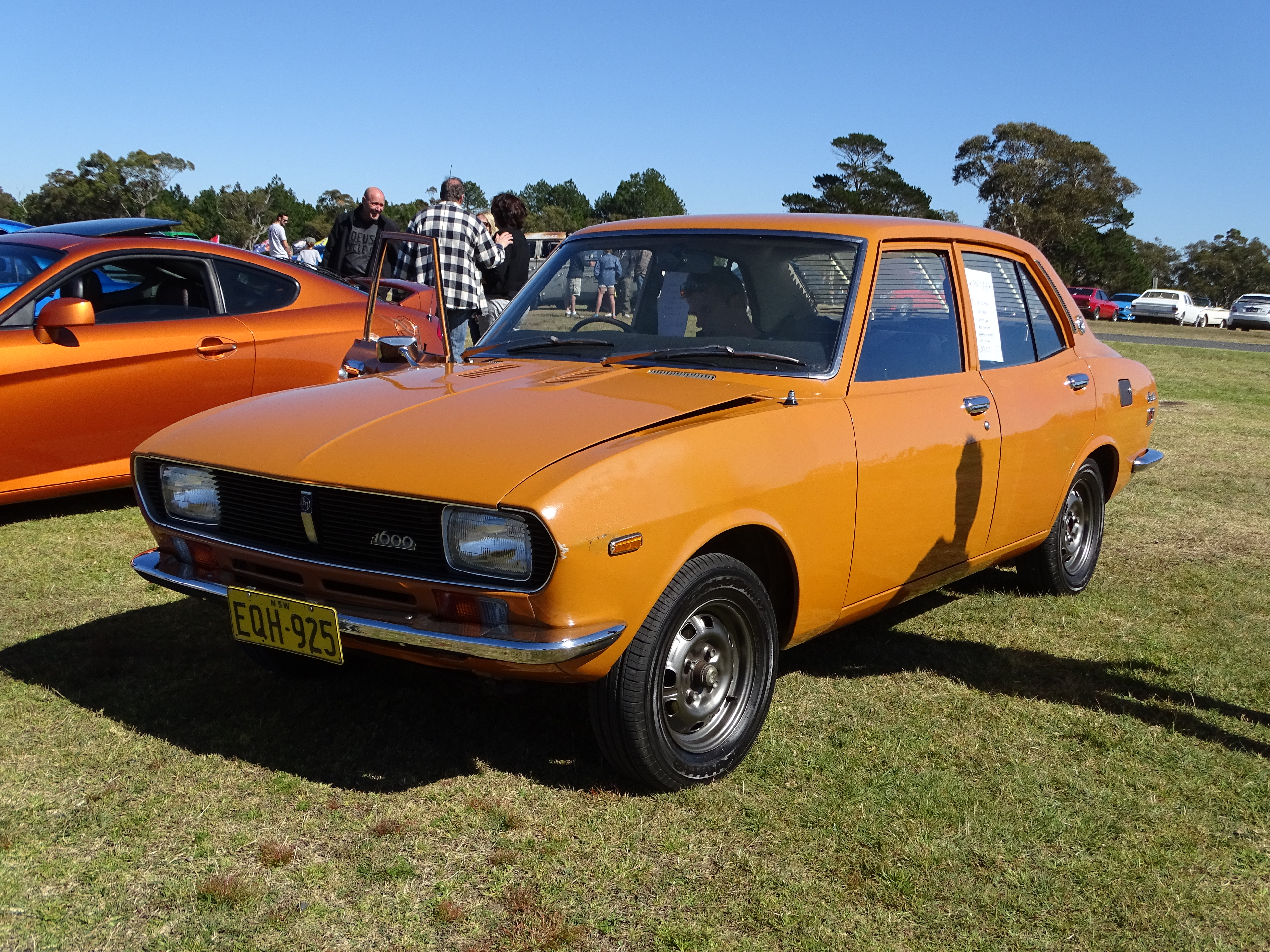
1ª geração do Capella.
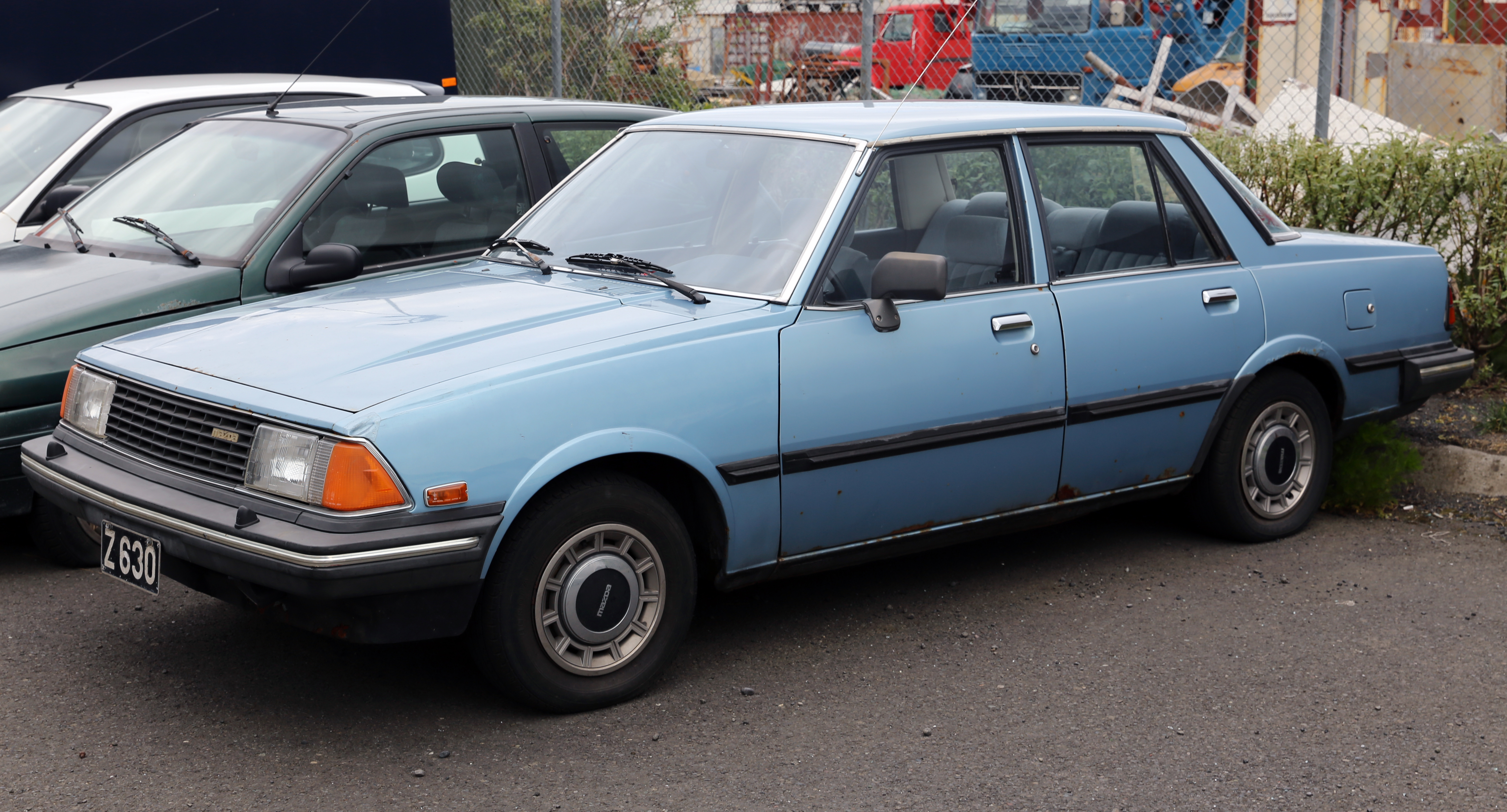
2ª geração.
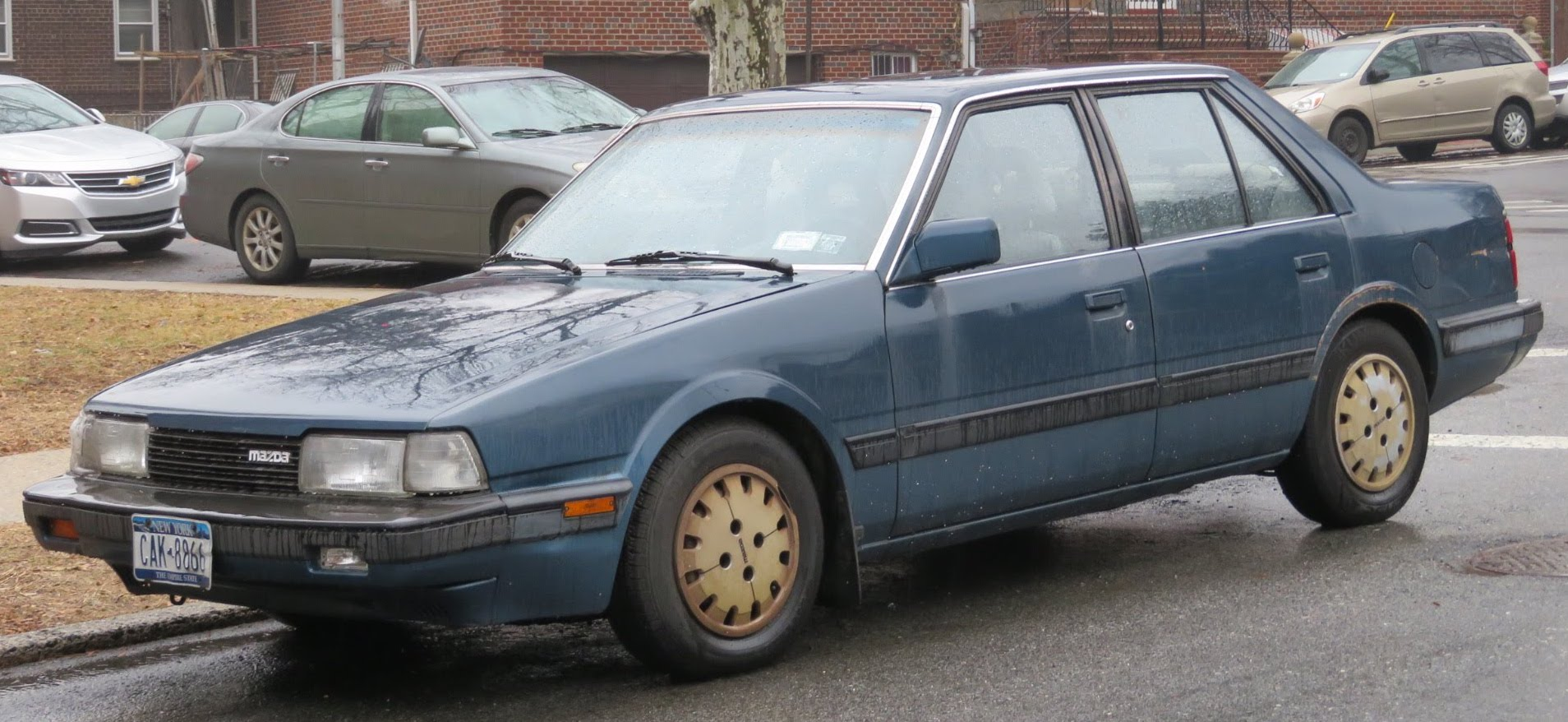
3ª geração
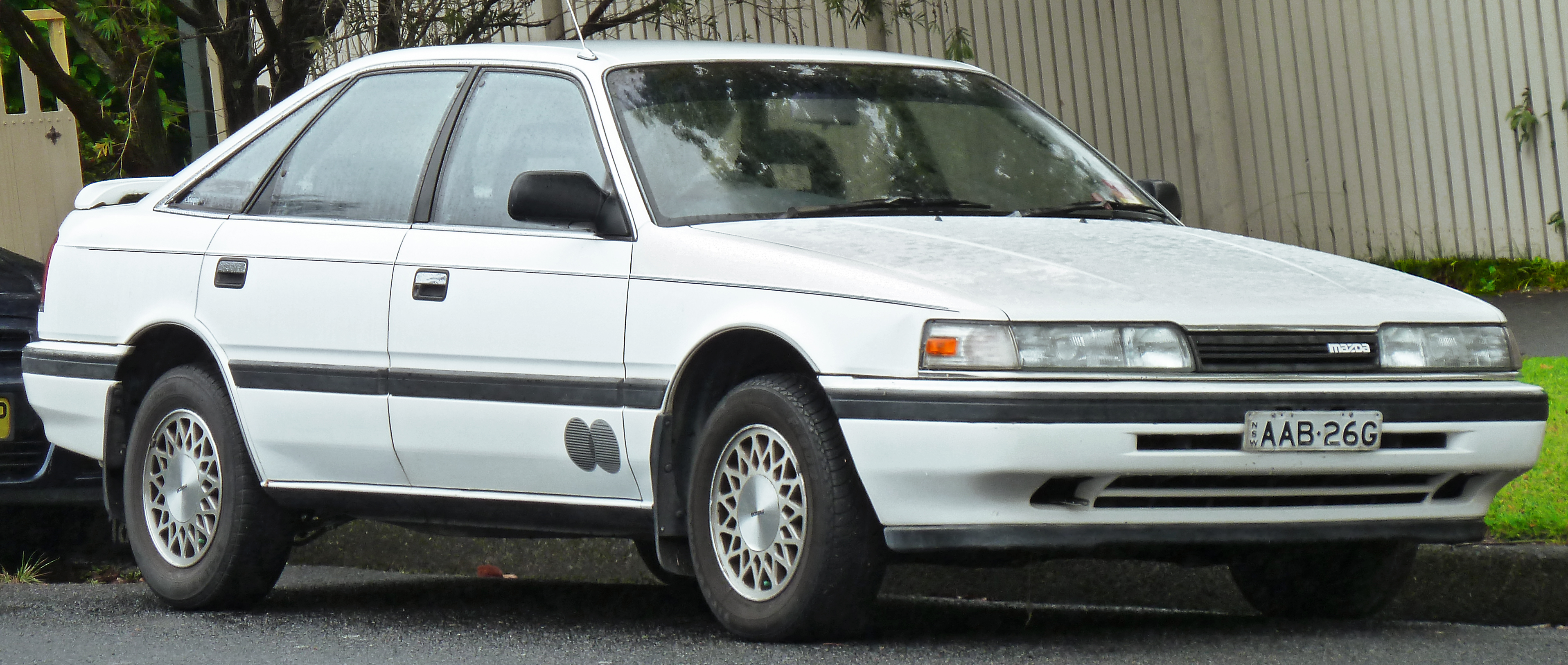
4ª geração
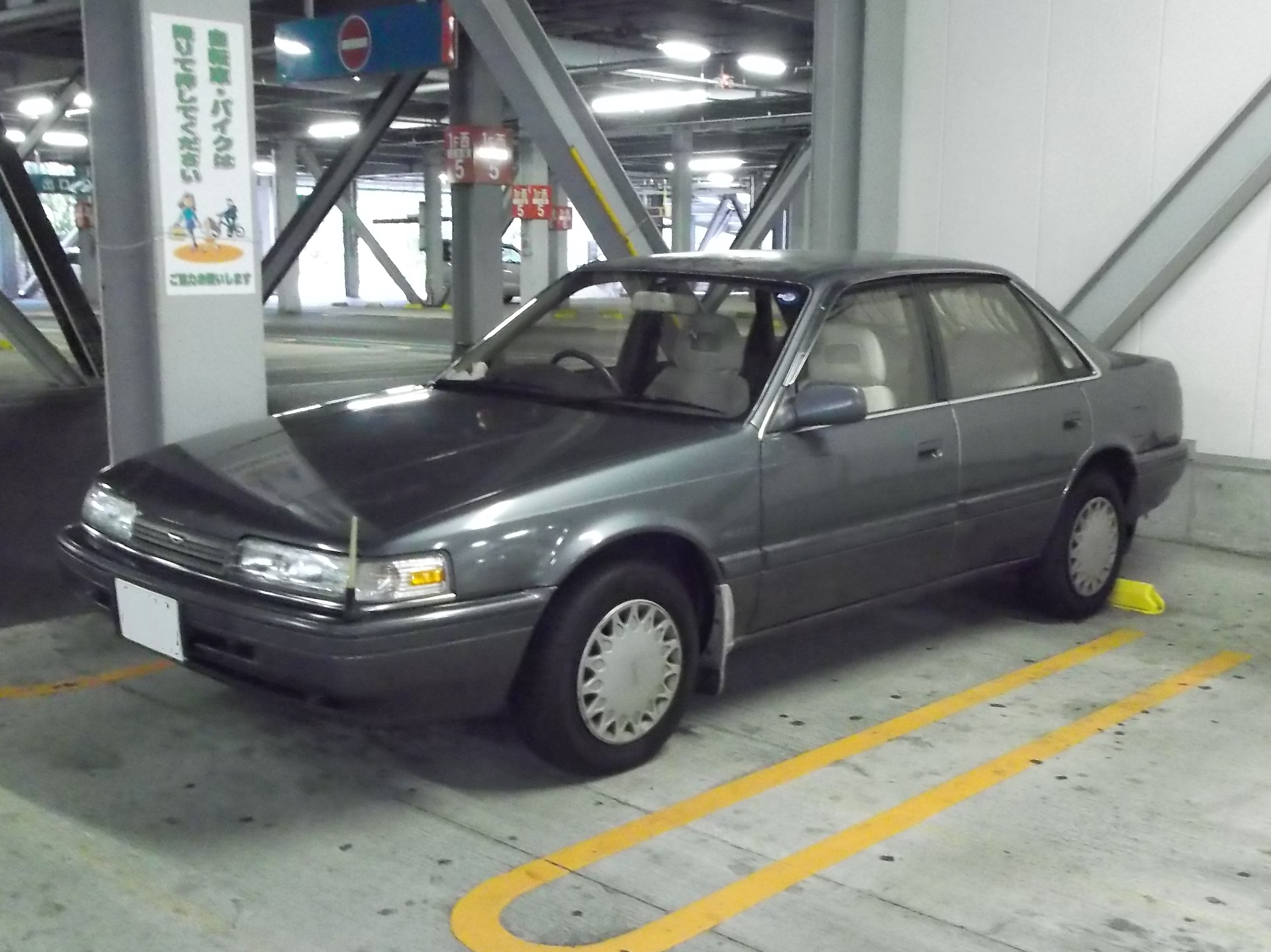
5ª geração
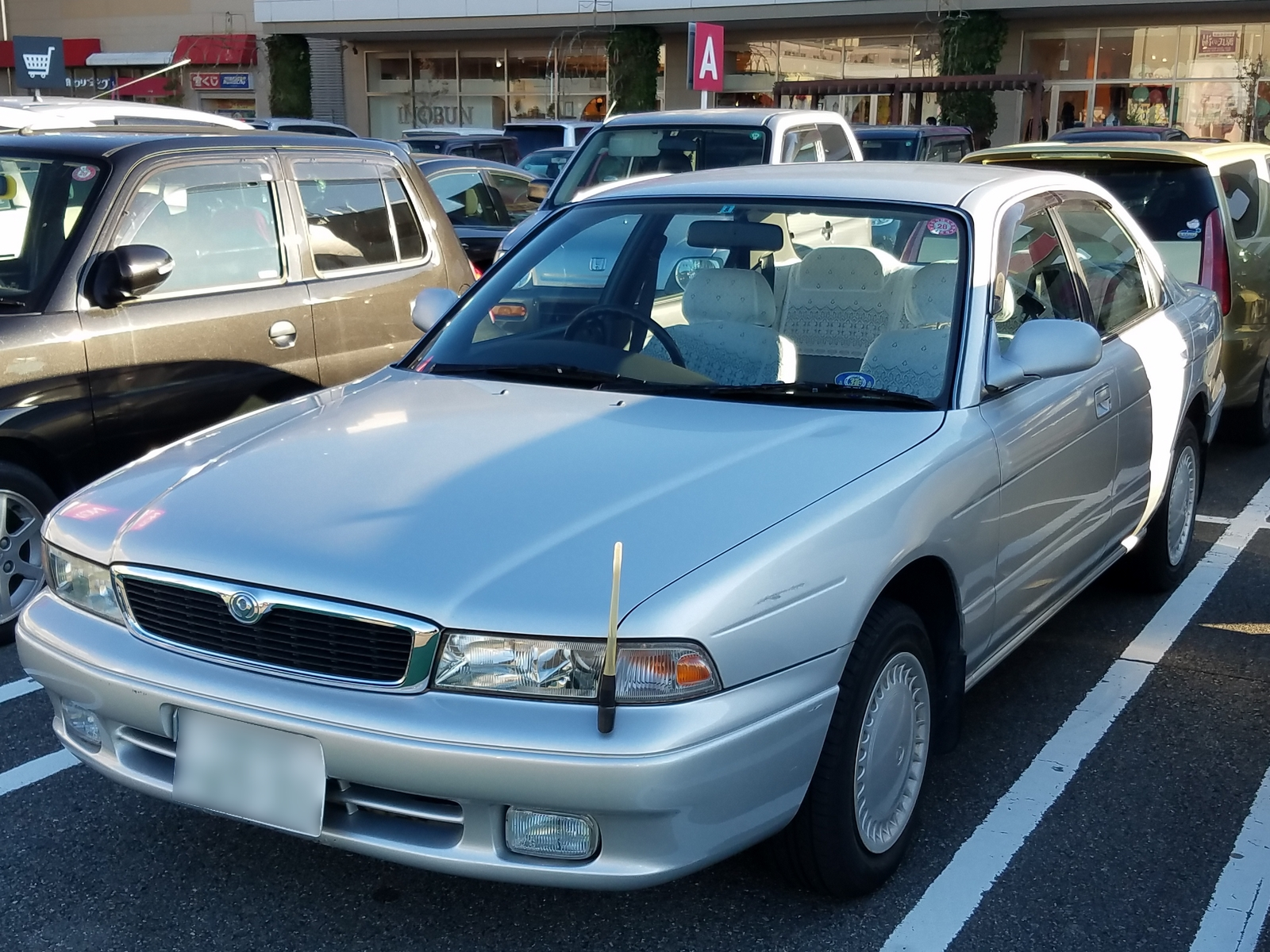
Mazda CG 5ª geração vendido no Japão.
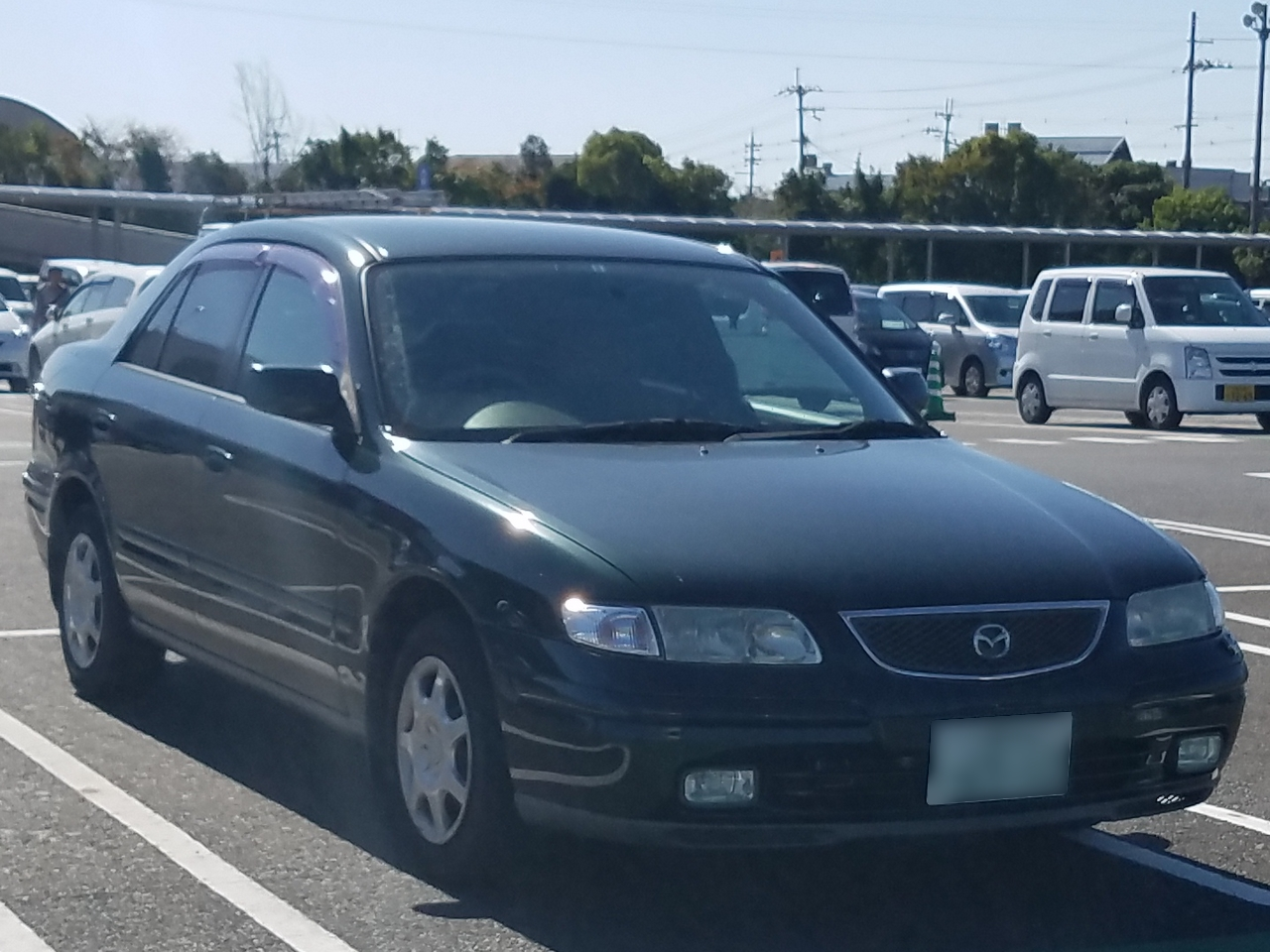
6ª geração.